# 하나님의 크신 사랑
하나님의 크신 사랑(Love Divine, All Loves Excelling)은 찰스 웨슬리가 그리스도인의 완전함에 대해 쓴 기독교 찬송이다. 일반적인 평판으로 판단하면 웨슬리의 최고 작품 중 하나이다. 배포 부문으로 판단하면 그의 가장 성공적인 것 중 하나이기도 하다.

## 가사
1. 하나님의 크신 사랑 하늘로서 내리사
우리 맘에 항상 계셔 온전하게 합소서
나의 주는 자비하사 사랑 무한하시니
두려워서 떠는 자를 구원하여 줍소서
2. 걱정 근심 많은 자를 성령 감화하시며
복과 은혜 사랑받아 평안하게 합소서
첨과 나중 되신 주여 항상 인도하소서
마귀 유혹 받는 것을 속히 끊게 합소서
3. 전능하신 아버지여 주의 능력 주시고
우리 맘에 임하셔서 떠나 가지 맙소서
주께 영광 항상 돌려 천사처럼 섬기며
주의 사랑 영영토록 찬송하게 합소서
4. 우리들이 거듭나서 흠이 없게 하시고
주의 크신 구원받아 온전하게 합소서
영광에서 영광으로 천국까지 이르러
크신 사랑 감격하여 경배하게 합소서